# Thee Michelle Gun Elephant
Thee Michelle Gun Elephant (a menudo abreviado como TMGE) es un grupo japonés de garage rock formado en 1991. Entre sus influencias se encuentran Johnny Thunders y grupos como The Stooges, Iggy Pop, The Damned, The Clash, The Adicts, The Who y Dr. Feelgood.

## Miembros
- Yusuke Chiba (1968 - 2023), voz.
- Futoshi Abe (1966 - 2009), guitarras.
- Koji Ueno (1968), bajo.
- Kazuyuki Kuhara (1969), batería.

## Discografía
| Álbumes - Maximum! Maximum!! Maximum!!! (1993) - Cult Grass Stars (1996) - High Time (1996) - Chicken Zombies (1997) - Gear Blues (1998) - Casanova Snake (2000) - Rodeo Tandem Beat Specter (2001) - Sabrina Heaven (2003) - Sabrina No Heaven (2003) Álbumes en vivo - Casanova Said "Live or Die" (2000) - Last Heaven's Bootleg (2003) Compilaciones - Rumble (1999) - TMGE 106 (2000) - Collection (2001) Alive Records (lanzamiento en Estados Unidos) - Grateful Years (2002) - Thee Greatest Hits (2009) | Sencillos - Sekai no Owari (1996) - Candy House (1996) - Lily (1996) - Culture (1997) - Get Up Lucy (1997) - The Birdmen (1997) - G.W.D (1998) - Out Blues (1998) - Smokin' Billy (1998) - GT400 (2000) - Baby Stardust (2000) - Abakareta-Sekai (2001) - Taiyou wo Tsukande Shimatta (2002) - Girl Friend (2003) - Electric Circus (2003) Otros lanzamientos - Wonder Style (1995) - Wonder Style (reissue) (1997) - Vibe On! (1998) - Kwacker (with Mick Green) (2001) |